# بیچه والریان
بیچه والریان (ایتالیایی: Bice Valerian؛ ۸ مه ۱۸۸۶ – ۱۹۶۹) هنرپیشه فیلم‌های صامت اهل ایتالیا بود.
وی مادر سرجو لئونه کارگردان، تهیه‌کننده و فیلمنامه‌نویس نامدار ایتالیایی بود.